# De Skarmolen
De Skarmolen (Fries: De Skarmole) is een poldermolen nabij het Friese dorp It Heidenskip, dat in de Nederlandse gemeente Súdwest-Fryslân ligt.

## Beschrijving
De Skarmolen is een maalvaardige Amerikaanse windmotor van het type Herkules Metallicus, die ruim twee kilometer ten zuidwesten van It Heidenskip aan de Fluessen staat. Hij werd rond 1920 geplaatst voor de bemaling van de polder De Vooruitgang, als vervanger van een traditionele windmolen. De windmotor werd geleverd door R.S. Stokvis & Zn te Rotterdam en vervaardigd in de Vereinigte Windturbine Werke AG in Dresden.
In 1999 schonken de toenmalige eigenaren de molen, die toen in vervallen toestand verkeerde, aan de Molenstichting Nijefurd. Deze liet hem restaureren, waarna hij in 2002 opnieuw in gebruik werd gesteld. De Skarmolen, een rijksmonument, kan op verzoek worden bediend.
De molen is in het beheer van de Molenstichting Súdwest-Fryslân.